# Ghost Stories
Ghost Stories és el sisè àlbum d'estudi de la banda anglesa de rock alternatiu Coldplay. La seva publicació es va realitzar el 19 de maig de 2014, però prèviament ja havien llançat els dos primers senzills al març i a l'abril.

## Informació
Coldplay havia publicat l'àlbum anterior (Mylo Xyloto) tres anys abans amb la idea de fer un treball més sincer i acústic, però en realitat va esdevenir el treball més experimental i orientat al pop dels que havien realitzat. Malgrat que també havia esdevingut el més reeixit de la seva discografia −8 milions d'unitats venudes només el primer any, número 1 en divuit països i setze discs de platí en diferents països−, la banda va insistir a tornar a intentar fer un treball sincer, acústic i amb més producció.
Segons Chris Martin, es tracta d'un àlbum conceptual basat en dos temes principals, la idea d'accions passades i els efectes que tenen en el futur, i la capacitat d'una persona per estimar. Ambdues idees estan fortament influenciades en els problemes que patia la relació sentimental entre Martin i la seva dona Gwyneth Paltrow. La parella es va separar oficialment el març de 2014, dos mesos abans de la publicació de l'àlbum i després de més de deu anys de relació. Martin va aprofitar els dos anys previs al trencament en els quals van intentar resoldre les seves diferències per salvar el seu matrimoni.
Les sessions d'enregistrament es van realitzar entre finals de 2012 i principis de 2014 als estudis The Bakery i The Beehive del nord de Londres.
El disseny visual de l'àlbum fou realitzat per l'artista txeca Míla Fürstová establerta al Regne Unit. Va realitzar un gravat en un quadrat d'un metre de costat on es poden veure dues ales d'àngel sobre un fons nocturn que representa l'horitzó produït per l'oceà i el cel estrellat. Les ales inclouen en el seu interior diverses imatges críptiques d'estil medieval que representen objectes i conceptes contemporanis. Entre les imatges s'hi pot trobar una parella enamorada, un home mirant-se al mirall, una bandada de coloms volant, un laberint circular, una noia amb una vela, un tornado des d'una finestra o una escala amb plantes. Una versió digital de la imatge estigué disponible en el lloc web oficial de Coldplay. Fürstová també va realitzar els dissenys de tots els senzills de Ghost Stories, tots ells relacionats amb el mateix motiu. Coldplay va contactar amb l'artista txeca a principis de 2013 i li van proposar el disseny del seu nou àlbum. Fürstová va descriure la col·laboració com una experiència molt inspiradora i humil per cooperar amb gent tan talentosa.
A l'abril de 2014, Coldplay va anunciar un joc de pistes internacional amb fulls de paper que contenien les lletres de nou cançons de l'àlbum. Les notes fetes a mà per Martin foren amagades en llibres d'històries de terror de biblioteques d'arreu del món, i van piular les pistes piulades per trobar les localitzacions dels fulls. Un dels sobres amagats contenia una entrada daurada que convidava al premiat i a un acompanyant al concert que Coldplay havia de realitzar a Royal Albert Hall al juliol. Les localitzacions foren Singapur, Hèlsinki, Barcelona, Dartford, Nova York, Tauranga, Dublín i Johannesburg. Un vídeo especial de televisió titulat Coldplay: Ghost Stories fou filmat durant el març de 2014 pel director Paul Dugdale en un amfiteatre de Los Angeles, on van assistir uns 800 fans i mitjans de comunicació. En aquest especial, Coldplay va interpretar diverses cançons del nou àlbum per primera vegada i algunes projeccions.
El 12 de maig de 2014, una setmana abans de la seva publicació, l'àlbum estigué disponible en streaming via iTunes acompanyat d'un vídeo animat sobre el treball artístic relacionat amb l'àlbum realitzat per Fürstová.

## Llista de cançons
Totes les cançons foren escrites i compostes per Guy Berryman, Jonny Buckland, Will Champion i Chris Martin, excepte "A Sky Full of Stars", coescrita amb Tim Bergling. 
| Núm.          | Títol                 | Durada |
| ------------- | --------------------- | ------ |
| 1.            | «Always In My Head»   | 3:36   |
| 2.            | «Magic»               | 4:45   |
| 3.            | «Ink»                 | 3:48   |
| 4.            | «True Love»           | 4:05   |
| 5.            | «Midnight»            | 4:54   |
| 6.            | «Another's Arms»      | 3:54   |
| 7.            | «Oceans»              | 5:21   |
| 8.            | «A Sky Full of Stars» | 4:28   |
| 9.            | «O»                   | 7:46   |
| Durada total: | Durada total:         | 42:37  |

| 10. | «Midnight» (Jon Hopkins Remix) | 10:05 |

| 10.           | «All Your Friends» | 3:32  |
| 11.           | «Ghost Story»      | 4:17  |
| 12.           | «O (Reprise)»      | 1:37  |
| Durada total: | Durada total:      | 49:40 |

## Posicions en llista
| Llista           | Posició | Certificació | Vendes  |
| ---------------- | ------- | ------------ | ------- |
| Alemanya         | 1       | 1x Platí     | 200.000 |
| Austràlia        | 1       | 1x Platí     | 70.000  |
| Canadà           | 1       | 1x Platí     | 80.000  |
| Espanya          | 1       | 1x Or        | 20.000  |
| França           | 1       | 1x Or        | 50.000  |
| Itàlia           | 1       | 1x Platí     | 50.000  |
| Japó             | 7       |              |         |
| Regne Unit       | 1       | 1x Platí     | 400.000 |
| US Billboard 200 | 1       | 1x Or        | 700.000 |

## Personal
Coldplay
- Guy Berryman – baix, teclats
- Jonny Buckland – guitarra elèctrica, teclats, piano, guitarra slide
- Will Champion – bateria, caixa de ritmes, reactable, veus addicionals
- Chris Martin – cantant, guitarra acústica, piano, teclats

Altres músics
- Timbaland – bateria addicional (cançó 4)
- Apple Martin – veus addicionals (cançó 9)
- Moses Martin – veus addicionals (cançó 9)
- Mabel Krichefski – veus addicionals (cançó 9)
- John Metcalfe – arranjaments de corda, director d'orquestra
- Davide Rossi – arranjaments i cordes (cançó 4)
- Avicii – teclats (cançó 8)

Personal tècnic i artístic
- Mila Fürstová – art
- Tappin Gofton – disseny, direcció artística
- Phil Harvey – fotografia
- Paul Epworth – producció
- Coldplay – producció
- Daniel Green – producció, mescles (cançó 7)
- Rik Simpson – producció, mescles (cançó 7)
- Jon Hopkins – co-producció (cançó 5)
- Avicii – co-producció (cançó 8)
- Mark "Spike" Stent – mescles (cançons 1−6, 8 i 9)
- Geoff Swan – assistent de mescles (cançons 1−6, 8 i 9)
- Mike Dean
- Madeon

## Guardons
Nominacions
- 2015: Grammy al millor àlbum de pop vocal